# 托马斯·马修·兰斯利
托马斯·马修·兰斯利（英語：Thomas Matthew Ransley，1985年9月6日—）MBE是一名英国赛艇運動員。他曾在2015年获得欧洲男子四人單槳冠军。次年舉辦的2016年夏季奧林匹克運動會上，他又斬獲八枚划船男子八人單槳比賽金牌。
兰斯利原本要再戰2020年東京奧運會，在東京奧運會宣佈延期1年舉辦後，兰斯利表示在考慮過自己的身體狀態後於2020年4月4日宣佈直接退役。

## 榮譽

### 奥运会
- 2012 伦敦–铜牌
- 2016 里约热内卢–金牌

### 世界冠军
- 2010年世界赛艇锦标赛（英语：2010 World Rowing Championships）–银牌
- 2011年世界赛艇锦标赛（英语：2011 World Rowing Championships）–银牌
- 2013年世界赛艇锦标赛（英语：2013 World Rowing Championships）–金牌
- 2014年世界赛艇锦标赛（英语：2014 World Rowing Championships）–金牌

### 世界杯
- 2009 巴尼奥莱斯–铜牌
- 2009 慕尼黑–铜牌
- 2011 慕尼黑–银牌
- 2011 卢塞恩–铜牌
- 2012 贝尔格莱德–银牌
- 2012 琉森–银牌
- 2012 慕尼黑-铜牌

### 世界大学赛艇锦标赛
- 2008-铜牌